# Dehumanizer
Dehumanizer je šesnaesti studijski album britanskog heavy metal sastava Black Sabbath. Diskografske kuće I.R.S. Records i Reprise Records objavile su ga 30. lipnja 1992. godine.
Bio je to prvi studijski album skupine nakon više od desetljeća na kojem su se pojavili pjevač Ronnie James Dio i bubnjar Vinny Appice, kao i njezin prvi u devet godina na kojem se pojavio izvorni basist Geezer Butler. Tijekom snimanja demoinačica pjesama u studiju Rich Bitch Studios u Birminghamu bubnjeve je svirao Cozy Powell; postoje bootleg snimke tih sesija. Međutim, kad je Cozy slomio kuk, zamijenio ga je Vinny. Vinnyjev je povratak u grupu ponovno ujedinio postavu s albuma Mob Rules. Skupina je dva tjedna skladala pjesme, a potom ih je šest tjedana uvježbavala i snimala njihove demoinačice u studiju Monnow Valley Studios u Walesu.
Postava grupe na uratku – koju su činili Dio, Appice, Butler i gitarist Tony Iommi – ponovo se okupila 2006. godine pod imenom Heaven & Hell za kolekciju najvećih hitova Black Sabbath: The Dio Years i novi studijski album, The Devil You Know, koji je objavljen 2009. godine.
Album je ponovno objavljen 7. veljače 2011. godine; na toj se inačici nalaze bonus skladbe.

## O albumu
Smatra se da je Dehumanizer s tekstualnog i glazbenog gledišta jedan od najžešćih albuma Black Sabbatha. Pjesme se bave različitim temama; štovanjem računala poput boga ("Computer God"), televanđelistima ("TV Crimes"), individualizmom ("I") i sumnjama u zagrobni život ("After All (The Dead)").
Uradak je snimljen u Walesu, u studiju Rockfield Studios. Na njemu se trebao pojaviti Cozy Powell, tadašnji bubnjar sastava, no dok je jahao konja slomio je zdjeličnu kost, te zbog toga nije mogao svirati bubnjeve. Dio je u početku želio da Powella zamijeni Simon Wright iz AC/DC-ja i njegove skupine, ali Butler i Iommi odbili su taj prijedlog. Umjesto toga u grupu su doveli Vinnyja Appicea, koji je bio bubnjar Black Sabbatha tijekom većeg dijela Dijevog prethodnog razdoblja u sastavu, od 1980. do 1982. godine.
U vrijeme snimanja uratka Tony Martin nakratko se vratio skupini kad ga je ona pozvala da pokuša otpjevati nekoliko pjesama. Ostao je s njom samo par dana, a nakon toga sastav je nastavio raditi s Dijem. Martin je izjavio: "Već sam počeo raditi na svojem prvom samostalnom albumu, Back Where I Belongu – kad su me pozvali da se vratim, u to sam vrijeme bio posvećen tom uratku. To se dogodilo samo par mjeseci nakon što su počeli raditi s Ronniejem Jamesom Dijem. Želio sam dovršiti svoj samostalni projekt i odbio sam njihov prijedlog. Međutim, ostali smo u kontaktu i otišao sam na nekoliko koncerata. Ronnie nije baš bio presretan, ali na koncu im je bilo dosta i kasnije su me zamolili da im se vratim. Bilo je kao da nikad nisam ni otišao. Zapravo, nikad me nisu službeno otpustili; telefon je jednostavno prestao zvoniti. Ian Gillan (pjevač Deep Purplea i bivši pjevač Black Sabbatha) jednom me pitao jesu li me doista otpustili i rekao sam 'Ne.' Odgovorio je 'Nisu niti mene.' Jednostavno bismo se pojavili jednog dana i došli na pozornicu!"
Snimanje demoinačica pjesama s Powellom dovelo je do nekoliko snimki, među kojima su dvije neobjavljene pjesme: "The Night Life" (također znana kao "Next Time"), čiji se rif kasnije pojavio u pjesmi "Psychophobia" na albumu Cross Purposes, i "Bad Blood", koja je vrlo slična skladbi "I" na Dehumanizeru. Te se pjesme, uz ostale demosnimke i neimenovane pjesme, mogu pronaći na bootlegu Complete Dehumanizer Sessions. "Computer God" naziv je i neobjavljene pjesme The Geezer Butler Banda iz 1986.; međutim, ta skladba i pjesma na Dehumanizeru povezane su samo imenom. Butlerova je inačica pjesme dostupna za preuzimanje na njegovoj službenoj web-stranici. "Master of Insanity" također je neobjavljena pjesma Geezer Butler Banda, ali je inačica na Dehumanizeru zapravo njezina nova snimka. "Master of Insanity" jedina je pjesma na Dehumanizeru čije stihove nije napisao Dio. Jimi Bell, gitarist u Butlerovoj grupi, zapravo je pravi autor pjesme; i njegova se solodionica pojavila na Dehumanizeru. Geezer mu je obećao da će mu pripisati zasluge i platiti mu, no Jimiju zasluge nikad nisu bile pripisane niti je dobio plaću za njih.
Dio je u emisiji Nasty Habits radiostanice WERS rekao: "Željeli smo da to bude pravi rock 'n' roll, prilično elementaran. Željeli smo stvoriti atmosferu kakvu imamo na nastupima i mislim da smo u tome uspjeli. Nismo radili mnoštvo overdubova ili refrenskih dionica. Smatram da je važno da grupa može i uživo izvesti sve stvari koje čini na albumu, bez ikakvih semplova i takvih sranja – stoga smo to, naravno, i učinili. Snimili smo sve kako i jest: samo gitaru, bas-gitaru, bubnjeve i vokale – tu i tamo par stvari na klavijaturama."
Iako je postava skupine ista kao na uratku Mob Rules iz 1981. godine, glazbeni stil podosta je drugačiji i odmaknuo se od stila prethodnih radova, pogotovo prethodnog albuma Tyr. Kasnija dva albuma Dijeve skupine, Strange Highways (iz 1993.) i Angry Machines (iz 1996.), slijedila su glazbeni stil Dehumanizera. Black Sabbath tim je albumom ponovo postigao komercijalni uspjeh. Našao se na ljestvici top 40 albuma u Ujedinjenom Kraljevstvu, a na ljestvici Billboard 200 zauzeo je 44. mjesto.

## Nakon objave
Iommi je 1997. godine izjavio: "Bilo je lijepo opet pokušati raditi s Ronniejem… [Ali] zbog toga smo izgubili milijune… zbog sveg tog vremena koje je otišlo na snimanje, letenje u Sjedinjene Države i iz njih sa svom opremom; na vraćanje te opreme; snimanje ovdje [u Ujedinjenom Kraljevstvu]… Dosta smo tratili vrijeme i dosta novca otišlo je u dim… Da to opet pokušamo, drugačije bismo isplanirali cijelu situaciju i bilo bi u redu, ali tad smo morali to pokušati. U početku je Cozy bio uključen u proces, a onda nije."
Ta se postava Black Sabbatha razišla kad je Dijev ugovor sa skupinom istekao nekoliko dana prije povratničkih koncerata u Costa Mesi u studenom 1992. godine. Prema Iommijevim riječima Dio je otišao jer je trebao podržati posljednje koncerte Ozzyja Osbournea u Costa Mesi, a Ozzyja je nazvao "klaunom". Dio nije snimao niti nastupao sa sastavom do 2006. godine. Na dvama koncertima u Costa Mesi Black Sabbath zamijenio je Dija Robom Halfordom, frontmenom Judas Priesta; druge su se noći Iommi, Butler i prvotni Sabbathov bubnjar Bill Ward pridružili Osbourneu i s njim odsvirali četiri pjesme. Halford i Dio bili su prijatelji (Dija je impresionirala Halfordov marljiv rad na projektu 'Stars') i Halford je odlučio održati koncerte u Costa Mesi pod uvjetom da mu Dio da svoj blagoslov, koji je dobio kad mu je telefonirao. Oba nastupa neslužbeno su snimljena u cijelosti i danas postoje njihove bootleg audiosnimke i videosnimke.
Dehumanizer je uvršten u box set The Rules of Hell.
The Rules of Hell ponovno je objavljen 7. veljače 2011. godine. Ta inačica sadrži bonus CD s različitim snimkama nekolicine pjesama ("Master of Insanity", "Letters from Earth" i "Time Machine"; potonja je pjesma dostupna na američkoj inačici albuma kao bonus skladba), ali i nekoliko pjesama snimljenih 25. srpnja 1992. godine na nastupu u Tampi, Floridi.

## Recenzije
Bradley Torreano, recenzent AllMusica, dodijelio je albumu dvije i pol zvjezdice od njih pet i izjavio je: "Nastup Ronnieja Jamesa Dija [na albumu] posljednji je put tako dobar bio početkom 80-ih, a čuti Geezera Butlera kako svira s Tonyjem Iommijem nakon devet godina stvarno je nadahnjujuće. Ali čini se da nisu uspjeli stvoriti klasične Sabbathove pjesme, što je problem koji progoni taj uradak od prvog trenutka." Zaključio je: "Dehumanizer nije očajan, ali skupini je trebao biti znak da zaključi karijeru." Entertainment Weekly dodijelio mu je ocjenu 4+ (B+) i izjavio da "Sab zvuči kao da ga je ovih dana nadahnuo uspjeh Soundgardena iz Seattlea" i da je "svijet heavy metala vjerojatno jedino mjesto u žanru rocka u kojemu predrasude protiv starijih ne postoje, što je kompliment [Black Sabbathu]".

## Popis pjesama
Tekstovi i glazba: Geezer Butler, Ronnie James Dio i Tony Iommi, osim pjesme "Master of Insanity", čiju je glazbu skladao Jimi Bell, a tekst napisao Butler. 
| 1.    | »Computer God«         | 6:10 |
| 2.    | »After All (The Dead)« | 5:37 |
| 3.    | »TV Crimes«            | 3:58 |
| 4.    | »Letters from Earth«   | 4:12 |
| 5.    | »Master of Insanity«   | 5:54 |
| 6.    | »Time Machine«         | 4:10 |
| 7.    | »Sins of the Father«   | 4:43 |
| 8.    | »Too Late«             | 6:54 |
| 9.    | »I«                    | 5:10 |
| 10.   | »Buried Alive«         | 4:47 |
| 51:35 |                        |      |

| Bonus skladba s američke inačice albuma | Bonus skladba s američke inačice albuma                 | Bonus skladba s američke inačice albuma | Bonus skladba s američke inačice albuma | Bonus skladba s američke inačice albuma | Bonus skladba s američke inačice albuma | Bonus skladba s američke inačice albuma | Bonus skladba s američke inačice albuma | Bonus skladba s američke inačice albuma | Bonus skladba s američke inačice albuma |
| Br.                                     | Skladba                                                 | Trajanje                                |                                         |                                         |                                         |                                         |                                         |                                         |                                         |
| --------------------------------------- | ------------------------------------------------------- | --------------------------------------- | --------------------------------------- | --------------------------------------- | --------------------------------------- | --------------------------------------- | --------------------------------------- | --------------------------------------- | --------------------------------------- |
| 11.                                     | »Time Machine« (inačica pjesme iz filma Wayneov svijet) |                                         |                                         |                                         |                                         |                                         |                                         |                                         |                                         |
| 55:53                                   |                                                         |                                         |                                         |                                         |                                         |                                         |                                         |                                         |                                         |

| Drugi disk s deluxe inačice iz 2011. godine | Drugi disk s deluxe inačice iz 2011. godine | Drugi disk s deluxe inačice iz 2011. godine             | Drugi disk s deluxe inačice iz 2011. godine | Drugi disk s deluxe inačice iz 2011. godine | Drugi disk s deluxe inačice iz 2011. godine | Drugi disk s deluxe inačice iz 2011. godine | Drugi disk s deluxe inačice iz 2011. godine | Drugi disk s deluxe inačice iz 2011. godine | Drugi disk s deluxe inačice iz 2011. godine |
| Br.                                         | Skladba                                     | Izvor                                                   | Trajanje                                    |                                             |                                             |                                             |                                             |                                             |                                             |
| ------------------------------------------- | ------------------------------------------- | ------------------------------------------------------- | ------------------------------------------- | ------------------------------------------- | ------------------------------------------- | ------------------------------------------- | ------------------------------------------- | ------------------------------------------- | ------------------------------------------- |
| 1.                                          | »Master of Insanity«                        | skraćena inačica za singl                               | 4:11                                        |                                             |                                             |                                             |                                             |                                             |                                             |
| 2.                                          | »Letters from Earth«                        | B-strana "TV Crimesa"                                   | 4:42                                        |                                             |                                             |                                             |                                             |                                             |                                             |
| 3.                                          | »Time Machine«                              | inačica iz filma Wayneov svijet                         | 4:21                                        |                                             |                                             |                                             |                                             |                                             |                                             |
| 4.                                          | »Children of the Sea«                       | uživo u The Sundomeu u Tampi, Floridi, 25. srpnja 1992. | 6:36                                        |                                             |                                             |                                             |                                             |                                             |                                             |
| 5.                                          | »Die Young«                                 | uživo u The Sundomeu u Tampi, Floridi, 25. srpnja 1992. | 2:25                                        |                                             |                                             |                                             |                                             |                                             |                                             |
| 6.                                          | »TV Crimes«                                 | uživo u The Sundomeu u Tampi, Floridi, 25. srpnja 1992. | 4:24                                        |                                             |                                             |                                             |                                             |                                             |                                             |
| 7.                                          | »Master of Insanity/After All (The Dead)«   | uživo u The Sundomeu u Tampi, Floridi, 25. srpnja 1992. | 8:06                                        |                                             |                                             |                                             |                                             |                                             |                                             |
| 8.                                          | »Neon Knights«                              | uživo u The Sundomeu u Tampi, Floridi, 25. srpnja 1992. | 5:23                                        |                                             |                                             |                                             |                                             |                                             |                                             |
| 40:08                                       |                                             |                                                         |                                             |                                             |                                             |                                             |                                             |                                             |                                             |

## Zasluge
| Black Sabbath - Tony Iommi – gitara - Geezer Butler – dodatna gitara (na pjesmi "After All (The Dead)"), bas-gitara - Vinny Appice – bubnjevi - Ronnie James Dio – vokali Dodatni glazbenici - Geoff Nicholls – klavijature | Ostalo osoblje - Leif Mases – snimanje (pjesme "Time Machine") - Darren Galer – tonska obrada - Stephen Wissnet – tonska obrada - Wil Rees – naslovnica - Mark "Weissguy" Weiss – fotografija - Mack – produkcija, tonska obrada, miksanje |

## Ljestvice
| Ljestvica (1992.)      | Najviša Pozicija |
| ---------------------- | ---------------- |
| Austrija               | 7                |
| Kanada                 | 36               |
| Nizozemska             | 63               |
| Njemačka               | 14               |
| SAD (Billboard 200)    | 44               |
| Švedska                | 12               |
| Švicarska              | 13               |
| Ujedinjeno Kraljevstvo | 28               |